# Kremshub
Kremshub ist ein Gemeindeteil des Marktes Velden im niederbayerischen Landkreis Landshut.

## Lage
Die Einöde Kremshub liegt fünf Kilometer südöstlich von Velden oberhalb des Stiftener Bächleins. Sie wurde früher oft als Kremshub bei Felizenzell bezeichnet, da sie früher zur Gemeinde Felizenzell gehörte, bis diese am 1. Mai 1978 nach Velden eingemeindet wurde.

## Cimbern-Kuratorium
Hans Geiselbrechtinger, der auf dem elterlichen Bauernhof in Kremshub geboren wurde, war unter anderem auch Vorsitzender des bayerischen Cimbern-Kuratoriums. Die zimbrische Sprache, die bis ins 19. Jahrhundert in Oberitalien vor allem in den Regionen Venetien und Trient gesprochen wurde, ähnelt dem bayerischen Dialekt. Das Bayerische Cimbern-Kuratorium in Kremshub bietet Sprachkurse an und widmet sich der Pflege und Erforschung dieser Sprache.

## Bevölkerungsentwicklung
Um 1871 gab es in Kremshub acht Einwohner. In der Nachkriegszeit des Ersten und Zweiten Weltkriegs stieg die Bevölkerungszahl auf 13 bis 14 Einwohner an. Im Mai 1987 lebten dort vier Einwohner in einem Wohngebäude.
| Jahr      | 1871 | 1925 | 1950 | 1970 | 1987 |
| Einwohner | 7    | 13   | 14   | 9    | 4    |

## Bekannte Persönlichkeiten
- Hans Geiselbrechtinger (* 1922 in Kremshub; † 1985), CSU-Politiker